# Strahil Voivoda, Kărdjali
Strahil Voivoda (în bulgară Страхил Войвода) este un sat în comuna Kărdjali, regiunea Kărdjali,  Bulgaria. 

## Demografie
Componența etnică a satului Strahil Voivoda
     Turci (98,07%)
     Nicio identificare (1,92%)
     Altele (0%)
La recensământul din 2011, populația satului Strahil Voivoda era de 104 locuitori. Din punct de vedere etnic, majoritatea locuitorilor (98,07%) erau turci. Pentru 1,92% din locuitori nu este cunoscută apartenența etnică.